# Gamsia aggregata
Gamsia aggregata är en svampart som först beskrevs av Malloch, och fick sitt nu gällande namn av Kiffer & M. Morelet 1995. Gamsia aggregata ingår i släktet Gamsia, divisionen sporsäcksvampar och riket svampar.   Inga underarter finns listade i Catalogue of Life.